# 글로리아 스콧호
《글로리아 스콧호》(The Adventure of the Gloria Scott)는 영국 작가인 아서 코넌 도일의 56개 셜록 홈즈의 단편 소설 중 하나이며, 단편집 《셜록 홈즈의 회상록》에 수록되어 있다. 이 작품은 왓슨을 만나기 이전의 이야기이며, 그 당시에는 단지 취미였던 그의 추리 능력이 사건 해결에 처음으로 쓰였다.

## 줄거리

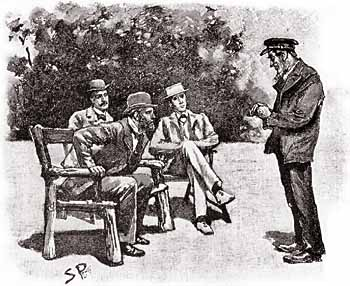
홈즈, 트레버와 아버지, 그리고 허드슨

대학 시절 홈즈는 그의 유일한 친구인 빅터 트레버와 함께 노포크에 있는 트레버의 아버지 집에서 한 달간 보냈다. 그곳에 머무는 동안, 홈즈는 빅터의 아버지가 치안판사 뿐만 아니라 그 일대의 영주인 것을 알고 놀랐다. 그는 빅토리아 시대 금광으로 돈을 벌었다. 홈즈의 추리중 한 가지는 빅터의 아버지는 이니셜이 J. A. 라는 사람과 한때 관계가 있었지만 그 기억을 지우고 싶어한다는 것이었다. 그 말을 듣고 그는 기절을 했다.
홈즈는 그가 친구의 아버지를 불편하게 만들었다는 것을 깨닫고 떠나기로 결심했다. 그가 떠나기 전날 저녁, 다른 노인이 갑자기 나타나자 빅터의 아버지는 갑자기 브랜드 한 모금을 마시고 그를 맞이했다. 그들은 30년 전 같은 배를 탄 선원처럼 보였고, 트레버 씨는 그에게 일자리를 찾아보겠다고 말했다.
홈즈는 그 후 7주동안 화학 실험을 하며 시간을 보냈는데, 갑자기 노포크로 와달라는 빅터의 전보를 받았다. 홈즈가 그곳에 도착해 보니 트레버 씨가 한 편지를 받고 심장마비로 죽었다는 것을 알았다. 빅터가 홈즈를 역에서 만나는 동안 트레버 씨가 죽은 것이다.
7주 전 홈즈가 그 집을 떠난 후, 갑자기 나타난 노인의 이름은 허드슨이었는데, 그는 그야말로 제멋대로 행동하는 인간이었다. 그는 정원사에서 집사 자리를 요구했고 그가 원하는 것은 무엇이든 가졌다. 그는 용서받을 수 없는 행동들을 일삼았는데 보통 사람이 그랬다면 당장 해고했을 것이다. 그는 자주 술에 취해 있었다. 빅터는 참고 있기가 힘들었고, 그가 좀더 젊었더라면 때려 눕혔을 것이었다. 다른 하인들은 허드슨에 대해 불평을 해댔다. 그러나 빅터의 아버지는 항상 허드슨을 용서해 주었다. 갑자기 허드슨은 노포크에 싫증이나 햄프셔에 있는 옛날 동료 선원 베도스를 보러 떠나겠다고 말했다.
홈즈의 친구는 그 동안 겪은 시련으로 몸이 야위어 있었다. 그는 허드슨이 떠났을 때 모든 문제가 끝났다고 생각했다. 하지만 햄프셔의 포딩브리지에서 다음과 같은 편지가 왔다.
| “ | The supply of game for London is going steadily up. Head-keeper Hudson, we believe, has been now told to receive all orders for fly-paper and for preservation of your hen pheasant's life. | ” |

빅터는 도무지 내용을 알 수가 없어서 홈즈에게 보여주었고, 홈즈는 편지 내용을 간파했다. 세 글자씩 띄어 읽으니 메시지가 나타났다.
| “ | 게임은 끝났다. 허드슨이 모두 불었다. 도망쳐라. (The game is up. Hudson has told all. Fly for your life.) | ” |

홈즈는 게임이 협박이라 추론했다. 허드슨은 과거의 범죄를 알고 있었기 때문에 트레버 씨를 제맘대로 휘둘렀던 것이다. 트레버 씨가 죽어가면서 의사에게 남긴 말이 비밀의 열쇠였다. 트레버 씨의 일본제 장식장에서 서류가 발견되었다.
그 서류는 고백을 정리한 글이었다. 트레버 씨는 과거 한때 제임스 아미티지(J. A.)라는 이름을 가졌고, 그가 일하던 은행에서 거액을 횡령했다 붙잡혀 추방형을 받았다.
오스트레일리아로 가는 수송선 ”글로리아 스콧” 호에서 아미티지는 옆 방의 죄수가 배를 탈취할 음모를 꾸미고 있다는 것을 알았다. 잭 프렌더개스트는 범죄로 얻는 25만 파운드의 돈을 가지고 있었다. 그 배의 많은 선원 뿐만 아니라 호송관, 목사까지도 그의 부하였다. 가짜 목사는 죄수들에게 봉사하는 척 하며 그들에게 총과 그 밖에 필요한 장비를 공급해 주었다. 아미티지는 옆 방의 에반스를 음모에 끌어들였다.
모든 일이 계획한대로 되지는 않는다. 배의 의사가 죄수를 진찰하던 중 권총을 발견하는 바람에 뜻하지 않게 선상 반란을 일으켜야 했다. 죄수들은 즉시 결행하지 않으면 기습이라는 이점을 잃어버릴 터였다. 아미티지와 다른 사람들은 살인을 원하지 않았다. 그들은 작은 배로 떠나게 해달라고 요청했다.
그들이 작은 배로 떠나자마자, 글로리아 스콧호는 폭발했다. 작은 배를 탄 사람들(그중에는 에반스도 있었다.)은 다시 돌아가 생존자인 허드슨을 구해냈다.
다음 날, 그들은 오스트레일리아로 가는 다른 배에 구조되었다. 그들은 여객의 생존자로 가장하고 오스트레일리아에 도착하자 금광으로 향했다. 아미티지는 이름을 트레버로 바꾸고, 에반스는 베도스로 바꿨다. 둘은 후에 부자가 되어 영국으로 돌아왔다.
허드슨이 갑자기 나타나기 전까지는 모든 일이 잘 풀렸다.
베도스의 쪽지 이후 글로리아 스콧호에 관한 추문이 발생하지 않았고, 허드슨이나 에반스에 대한 소식이 없었기 때문에 경찰은 허드슨이 베도스를 죽였다고 믿었다. 하지만 홈즈는 반대로 허드슨이 모든 것을 말했다고 믿는 에반스가 허드슨을 죽이고 도망쳤다고 생각했다.

## 부수적인 이야기
- 결정적 증거를 뜻하는 표현 ‘smoking gun’은 이 작품에서 유래되었다. 목사를 가장한 사기꾼에 의한 살인을 묘사한 대목에서 찾아볼 수 있다.

| “ | 우리는 선장실로 달려갔다. 거기서 선장은 바닥에 누워있었고, 목사는 손에 연기나는 권총을 들고 있었다. | ” |

비록 ‘권총(pistol)’이라는 단어가 사용됐지만 이 문구는 이 유명한 표현의 시초라고 여겨진다.
- 이 작품은 《보스콤 계곡의 비밀》과 많은 유사점이 있다. 두 이야기에서 주인공 한 명은 부자이고 친절하지만 과거의 범죄를 숨기고 있다. 그의 범죄를 알고 있는 다른 사람에게 협박을 받고 그의 생계를 책임진다. 하지만 두 작품의 결과는 다르게 나타난다.